# Hợp tác xã nông nghiệp

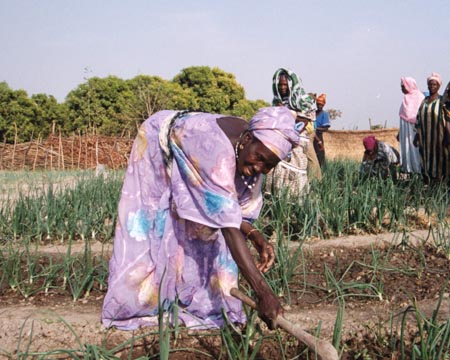
Hợp tác xã nông nghiệp ở Guinea

Hợp tác xã nông nghiệp là một hợp tác xã tại đó nông dân tập trung nguồn lực của họ trong một số lĩnh vực hoạt động. Một kiểu định nghĩa rộng của các hợp tác xã nông nghiệp phân biệt giữa "hợp tác xã dịch vụ nông nghiệp", cung cấp các dịch vụ khác nhau cho các thành viên nông nghiệp riêng lẻ của họ, và "hợp tác xã sản xuất nông nghiệp", nơi các nguồn lực sản xuất (đất đai, máy móc) được kết hợp cho các thành viên cùng làm nông nghiệp. Ví dụ về các hợp tác xã sản xuất nông nghiệp bao gồm các trang trại tập thể ở các nước xã hội chủ nghĩa cũ, kibbutzim ở Israel, nông nghiệp cộng đồng cùng chia sẻ chung, các hợp tác xã Longo Mai  và các hợp tác xã sản xuất ở Nicaragua.
Ý nghĩa mặc định của 'hợp tác xã nông nghiệp' thường là hợp tác xã 'dịch vụ' nông nghiệp, là hình thức chiếm nhiều nhất về số lượng trên thế giới. Có hai loại hợp tác xã dịch vụ nông nghiệp chính là 'hợp tác xã cung ứng' và 'hợp tác xã tiếp thị'. Hợp tác xã cung ứng cung cấp cho các thành viên của họ đầu vào cho sản xuất nông nghiệp, bao gồm hạt giống, phân bón, nhiên liệu và dịch vụ máy móc. Hợp tác xã tiếp thị được thành lập bởi nông dân để thực hiện vận chuyển, đóng gói, phân phối và tiếp thị các sản phẩm nông nghiệp (cả cây trồng và vật nuôi). Nông dân cũng dựa nhiều vào các hợp tác xã tín dụng như một nguồn tài chính cho cả vốn lưu động và đầu tư.